# Barbianello

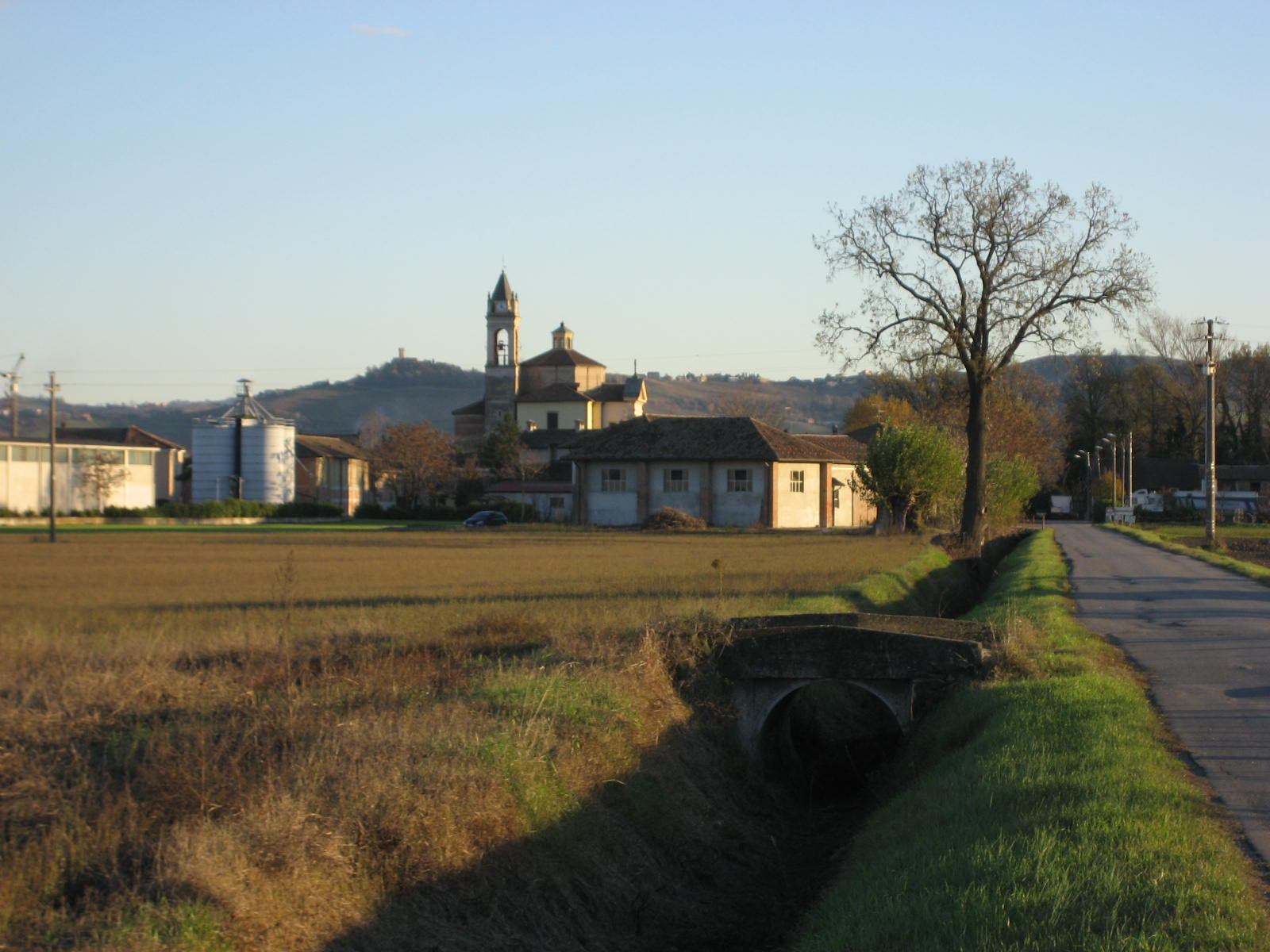
Blick auf den Ortsrand von Barbianello

Barbianello ist eine norditalienische Gemeinde (comune) mit 883 Einwohnern (Stand 31. Dezember 2023) in der Lombardei. Die Gemeinde liegt etwa 13 Kilometer südsüdöstlich von Pavia. Durch Barbianello fließt der Scuropasso.

## Verkehr
Der Bahnhof der Gemeinde liegt an der Bahnstrecke Pavia–Stradella.

## Meteorit
Im Jahr 1960 oder 1961 entdeckte ein Bauer auf einem Acker bei Barbianello einen 860 Gramm schweren Meteoriten. Er wurde erst 14 Jahre später wissenschaftlich untersucht und als ungruppierter Eisenmeteorit klassifiziert.